# Ataa
Ataa [aˈtaː] (nach alter Rechtschreibung Atâ) ist eine wüst gefallene grönländische Siedlung im Distrikt Ilulissat in der Avannaata Kommunia.

## Lage
Ataa liegt im Osten der Insel Alluttoq (Arveprinsens Ejland). Direkt nördlich befindet sich der 96 m tiefe See Tasersuaq. Vor dem Ort verläuft der Sund Ikerasak (Ataa Sund). Ataa liegt 30 km südlich von Qeqertaq sowie 46 km nördlich von Oqaatsut.

## Geschichte
Ataa war zu Beginn der Kolonialzeit noch unbewohnt. Um 1830 wurde ein Garnfangversuch in Illuluarsuit aufgegeben und die Bevölkerung wanderte ab. Um die Gegend neu zu besiedeln, wurde 1852 ein Udsted in Ataa gegründet. Man baute ein Speckhaus und ein grönländisches Wohnhaus für den Udstedsverwalter, aber die ersten Jahre lebte nur der Verwalter mit seiner Familie, zusammen rund zehn Personen, am Ort. Bald zogen aber Leute hinzu und 1857 wurde eine neue Wohnung mit Laden errichtet. Im Westen von Ataa befinden sich so hohe Berge, dass ab Nachmittag keine Sonne mehr an den Ort drang. Ataa ist der Herkunftsort der grönländischen Familie Gundel.
1900 lebten in Ataa und Arsivik zusammen 91 Menschen. 1905 wohnten in Ataa 73 Personen. 1915 hatte Ataa 59 Einwohner. Es gab neun Jäger, von denen einige nebenher fischten, einen Udstedsverwalter, eine Hebamme und einen Katecheten. Die Menschen lebten in sechs Wohnhäusern. Außerdem gab es eine Wohnung für den Udstedsverwalter. Sie wurde 1916 als Fachwerkbau mit doppelter Bretterverkleidung errichtet und hatte zwei Zimmer und Küche. Die alte Wohnung von 1857 war ein Grönländerhaus, das nun als Lager genutzt wurde. Der Laden mit Proviantlager stammte aus dem Jahr 1907 und war aus Holz gebaut. Das Speckhaus war noch von 1852 und war ein Torfmauerhaus mit Holzdach. Die 16 m² große Schulkapelle war ein Fachwerkbau mit Torfmauerfassade und hohem Dach von 1915. 1938 wurde eine neue Schulkapelle gebaut und zu einem unbekannten Zeitpunkt ein Packhaus. Zwischen 1930 und 1947 lag die Einwohnerzahl bei zwischen 43 und 49 Personen. 1950 stieg sie auf 61 an. 1960 lebten immer noch 61 Menschen im Ort, die Ataa aber noch im selben Jahr allesamt verließen.
Ataa war bis 1950 eine eigene Gemeinde, der noch der Wohnplatz Arsivik angehörte. Sie gehörte zum Kolonialdistrikt Jakobshavn und war Teil des 6. Landesratswahlkreises Nordgrönlands. Ataa war Teil der Kirchengemeinde von Ilulissat. 1950 wurde Ataa in die Gemeinde Ilulissat eingemeindet.

## Söhne und Töchter
- Johan Gundel (1875–1941), Landesrat